# Thái Phúc (nhà Minh)
Thái Phúc (chữ Hán: 蔡福; ?-1428) là một tướng nhà Minh, sang tham chiến tại Việt Nam, từng đầu hàng nghĩa quân Lam Sơn.

## Sang Việt Nam lần đầu
Thái Phúc là tướng nhà Minh, ban đầu giữ chức Đô chỉ huy, tham gia trận Đa Bang (1407).
Sau khi nhà Hồ bị tiêu diệt, Thái Phúc được thăng chức Đô đốc, bị dính vào án buôn lậu muối của Lý Khánh năm 1407. Sau Thái Phúc theo quân Minh tham gia đàn áp nhà Hậu Trần. Tháng 11 năm 1409, Thái Phúc cùng Chu Vinh theo lệnh Trương Phụ tấn công tái chiếm Thanh Hóa, Nghệ An, tàn sát dân chúng dã man. Đến tháng 2 năm 1410, Thái Phúc theo Trương Phụ áp giải Thái thượng hoàng Giản Định Đế cùng các quan lại nhà Hậu Trần về Bắc Kinh để giết hại. Thái Phúc được thăng Đô đốc Đồng tri Trung quân.

## Sang Việt Nam lần hai
Năm 1417, Thái Phúc được Minh Thành Tổ phong làm Tổng chỉ huy thủy quân, sai đi đánh dẹp "giặc Oa". Tháng 3 năm 1417, Thái Phúc chỉ huy sai lầm, khiến toàn bộ quân Minh chết trôi. Thái Phúc bị cáo tội làm sai luật, nhưng sau đó được khoan hồng, biếm làm Đô đốc ở Giao Chỉ (Việt Nam), chỉ huy quân Minh ở Nghệ An.
Năm 1424, nghĩa quân Lam Sơn tiến vào Nghệ An, Sư Hựu cùng Cầm Bành chặn đánh chính diện, Thái Phúc theo Trần Trí, Lý An, Phương Chính vòng ra mặt sau nhằm tiến hành bao vây nghĩa quân. Mưu của quân Minh bị nghĩa quân Lam Sơn đoán được, cho quân mai phục đánh tan, phải rút về thành Nghệ An.
Nghĩa quân Lam Sơn sau đó đánh tan quân Sư Hựu, bao vây dụ hàng thành Trà Lân, sau đó đem quân bao vây thành Nghệ An, thu phục toàn bộ các châu huyện thuộc phủ Nghệ An. Sư Hựu sau đó bị Cẩm y vệ bắt, uống thuốc độc tự sát. Ngày 17 tháng 10 năm 1426 (17 tháng 9, Bính Ngọ), Phương Chính, Lý An rút quân về thành Đông Quan, giao thành Nghệ An lại cho Thái Phúc cố thủ.

## Đầu hàng
Tháng 2 năm 1427, sau một thời gian bị bao vây cô lập, dưới sự khuyên hàng của Nguyễn Trãi, Thái Phúc mở thành đầu hàng nghĩa quân Lam Sơn. Thái Phúc sau đó được Nguyễn Trãi thuyết phục, giúp đỡ nghĩa quân dụ Tiết Tụ và Hoa Anh ở Diễn Châu mở thành đầu hàng. Thái Phúc thành Thanh Hóa hô rằng: Thủ thành lợi dụng cơ hội đầu hàng có thể bảo tồn mạng sống, không nghe thì gan não phơi mặt đất, Đả Trung nghe xong bèn mở thành đầu hàng. Chỉ huy thiêm sự Chu An thấy Thái Phúc dụ hàng các thành bèn tìm cách nổi loạn, nhưng bị nghĩa quân biết được đem giết.
Khi Nguyễn Trãi ra bắc theo bộ chỉ huy nghĩa quân vây Vương Thông ở thành Đông Quan, Thái Phúc có tới yết kiến hành dinh của Trần Cảo. Nguyễn Trãi có gửi thư cho Thái Phúc, gọi bằng hiền huynh Thái công, gửi 15 chiếc thuyền ra đón Phúc ra bắc. Thái Phúc lại tới dụ chỉ huy thành Xương Giang là Lý Nhiệm. Lý Nhiệm không đầu hàng, định bắn hạ Thái Phúc, Thái Phúc bèn bỏ đi.

## Cái chết
Khởi nghĩa Lam Sơn thắng lợi, quân Minh rút về nước, Thái Phúc theo về. Minh Tuyên Tông đem Thái Phúc, Chu Quảng, Tiết Tụ, Vu Toản, Lỗ Quý, Lý Trung tổng cộng 6 người kết tội, trong đó Thái Phúc bị cáo buộc là chỉ cho giặc cách tạo chiến cụ nên bị đem hành quyết bêu chợ và tịch biên gia sản. Lê Thái Tổ sau đó truy Thái Phúc thụy Tuyên Nghĩa, sau cho dựng đền thờ ở núi Lam Thành (Đền Tuyên Nghĩa, nay ở Triều Khẩu, Hưng Nguyên, Nghệ An).